# Capitão Roby
Capitão Roby é uma série de televisão portuguesa, baseada em história real e adaptada por Francisco Moita Flores para a SIC.

## Elenco
- Vítor Norte ...  Capitão Roby de Macedo Mascarenhas
- Anabela Teixeira ...  Filomena (Mena)
- Jorge Almeida ...  Horácio
- Vera Alves ...  Agente Hermínia da Polícia Judiciária
- Adriana Barral ...  Marília (ex-mulher de Joaquim Robalo)
- Rosa Castro André ...  Clara Lucena (advogada de Roby)
- Manuel Castro e Silva ...  Guarda prisional Urbano
- Noémia Costa ...  Anica (empregada doméstica de Joaquim Robalo)
- Orlando Costa ...  Chefe Carlos Soares
- Carlos Curto ...  Faquir
- Marques D'Arede ...  Chefe de Redacção
- Marcantonio Del Carlo ...  Asdrúbal (marido de Lucinda)
- Jorge Estreia ...  João (jornalista)
- Benjamim Falcão ...  Guarda prisional António Romão
- Joana Figueira ...  Fátima (amante de Roby)
- André Gago ...  Agente Joaquim Robalo da Polícia Judiciária
- Lucinda Loureiro ...  Conceição (ex-mulher de Roby)
- Heitor Lourenço ...  Gabriel (advogado de Roby)
- Durval Lucena ... Leonel (jogador de póquer)
- André Maia ...  Lantejoulas
- Ana Nave ...  Lucinda Moreira
- Paula Neves ...  Beatriz (amante de Roby)
- Rodolfo Neves ...  pai da Beatriz
- Joaquim Nicolau ...  Agente Ernesto da Polícia Judiciária
- Lourdes Norberto ...  Madalena (mãe de Roby)
- Pedro Pinheiro ...  Diretor do hospital-prisão
- António Rocha ...  Xabregas
- Carlos Rodrigues ...  Robin dos Bosques
- Carlos Sebastião ...  Inspetor da Polícia Judiciária
- Eduardo Viana ...  Guarda prisional Henriques
- Amélia Videira ...  Adelaide (mãe de Lucinda)
- Mafalda Vilhena ...  Tina
- Rosa Villa ... Gertrudes (amante de Roby)
- Susana Vitorino ... Isaltina (amante de Roby)
- Rogério Jacques ... Agente Luís da Polícia Judiciária
- José Manuel Mendes ... Jorge Mascarenhas (pai de Roby)
- António Aldeia ... Guarda prisional Artur
- Alexandre de Sousa ... Diretor da Polícia Judiciária
- Rita Tristão da Silva ... Mariana (filha de Roby)
- António Montez ... Juiz Rodolfo de Castro (2.º julgamento de Roby)
- Jorge Almeida ... Horácio (dono de agência de rent-a-car)
- Sónia Aragão ... Ana (amiga de Lucinda)
- Joel Branco ... Jogador de póquer
- Cucha Carvalheiro ... Maria Rita (procuradora do Ministério Público)
- Luís Castro ... Batman (namorado de Lantejoulas)
- Luís Lucas ... Ricardo (vítima de burla por Roby)
- Paulo Lázaro ... Rececionista do hotel
- Luísa Ortigoso ... Rita (mulher do chefe Carlos Soares)
- Igor Sampaio ... Assistente social
- Jorge Silva ... Roberto Miranda (advogado, vítima de burla por Roby)
- Fernando Tavares Marques ... Juiz (1.º julgamento de Roby)
- Antónia Terrinha ... Amante de Roby
- Carlos Vieira de Almeida ... Médico do hospital-prisão
- Carlos Zel ... Engenheiro
- Sara Aleixo ... Convidada do casamento
- Joana Almada ... Maria (amante de Roby)